# Oberrimbach (Creglingen)
Oberrimbach ist ein Stadtteil von Creglingen im Main-Tauber-Kreis im fränkisch geprägten Nordosten Baden-Württembergs.

## Geographie
Das Dorf Oberrimbach liegt etwa 22 Kilometer südöstlich der Mitte der Kreisstadt Bad Mergentheim und 7 Kilometer südsüdöstlich der Stadtmitte von Creglingen. An den Stadtteil grenzen reihum im Norden der Stadtteil Münster, im Nordosten der Stadtteil Schmerbach und im Osten der Stadtteil Blumweiler von Creglingen; im Süden der Stadtteil Spielbach von Schrozberg im benachbarten Landkreis Schwäbisch Hall; im Südwesten der Stadtteil Wildentierbach und im Nordosten der Stadtteil Rinderfeld von Niederstetten wieder im Main-Tauber-Kreis.
Oberrimbach breitet sich als Streusiedlung in der Quellmulde des Rimbachs aus. Zur Gemarkung der ehemaligen Gemeinde Oberrimbach gehören das Dorf Oberrimbach (⊙), der Weiler Lichtel (⊙), das Gehöft Landturm (⊙) und der Wohnplatz Birkhöfe (⊙).
Das Naturschutzgebiet Oberrimbacher Erdfälle mit einer Fläche von 71,2 Hektar liegt auf den Gemarkungen von Oberrimbach, Wildentierbach und Spielbach.

## Geschichte

### Mittelalter
Der Ort wurde im Jahre 1316 erstmals urkundlich als Rimpach erwähnt. Früheste Erwähnungen zu Rimbach beziehen sich neben Niederrimbach vielleicht auch auf Oberrimbach. Im 14. Jahrhundert gehörte der Ort zur hohenlohe-brauneckischen Herrschaft Lichtel und gelangte mit dieser 1324/25 zunächst an den Deutschen Orden, 1340/49 an das Hochstift Würzburg und von diesem im Jahre 1399 an Rothenburg. Bereits davor besaßen Rothenburger Bürger und das dortige Spital Rothenburg einzelne Güter in Oberrimbach. Im Jahre 1316 wurde vor Ort eine Burg in hohenlohischem Besitz erwähnt, die 1381 zerstört wurde. Möglicherweise bestehen hier Parallelen mit dem Ort Lichtel.

### Neuzeit
Im Jahre 1526 wurde der Ort in einer Fehde gegen die Stadt Rothenburg verbrannt. 1634 starben in Oberrimbach 113 Menschen an einer Seuche. Der Ort fiel im Jahre 1803 zunächst an Bayern und bereits 1810 wiederum an Württemberg und gehörte seitdem zum Oberamt Mergentheim und seit 1938 zum Landkreis Mergentheim, der zum 1. Januar 1973 im neu gebildeten Main-Tauber-Kreis aufging.
Der ehemals selbstständigen Gemeinde war bis 1851 noch der Ort Schmerbach als Parzelle zugeteilt. Am 1. Februar 1972 wurde Oberrimbach in die Stadt Creglingen eingegliedert.

### Einwohnerentwicklung
Die Bevölkerung von Oberrimbach und den umgebenden Wohnplätzen auf dessen Gemarkung entwickelte sich wie folgt:
| Jahr | Gesamt |
| ---- | ------ |
| 1961 | 311    |
| 1970 | 310    |
| 2016 | 253    |

Am 31. Dezember 2016 lebten auf der Gemarkung des Creglinger Stadtteils Oberrimbach 253 Menschen. Diese verteilten sich auf die folgenden Wohnplätze: Oberrimbach (141 Einwohner) mit Lichtel (112 Einwohner).

## Politik
Die Blasonierung des Oberrimbacher Wappens lautet: In Silber über blauem Wellenschildfuß ein schwarzer Wolfsrumpf.

## Religion
Die evangelische Kirchengemeinde Oberrimbach war und ist nach Lichtel eingepfarrt. Die evangelische Kirchengemeinde Lichtel umfasst die Stadtteile Lichtel und Oberrimbach und die Aussiedlerhöfe Landturm und Birkhöfe der Stadt Creglingen sowie den Wohnplatz Wolkersfelden des Niederstettener Stadtteils Wildentierbach. Von Rothenburg wurde die Reformation eingeführt. Die evangelische Kirchengemeinde Lichtel wurde zeitweise vom Pfarramt Schmerbach, heute vom Pfarramt Finsterlohr betreut.
Die Katholiken gehören kirchlich zu Creglingen.

## Kultur und Sehenswürdigkeiten

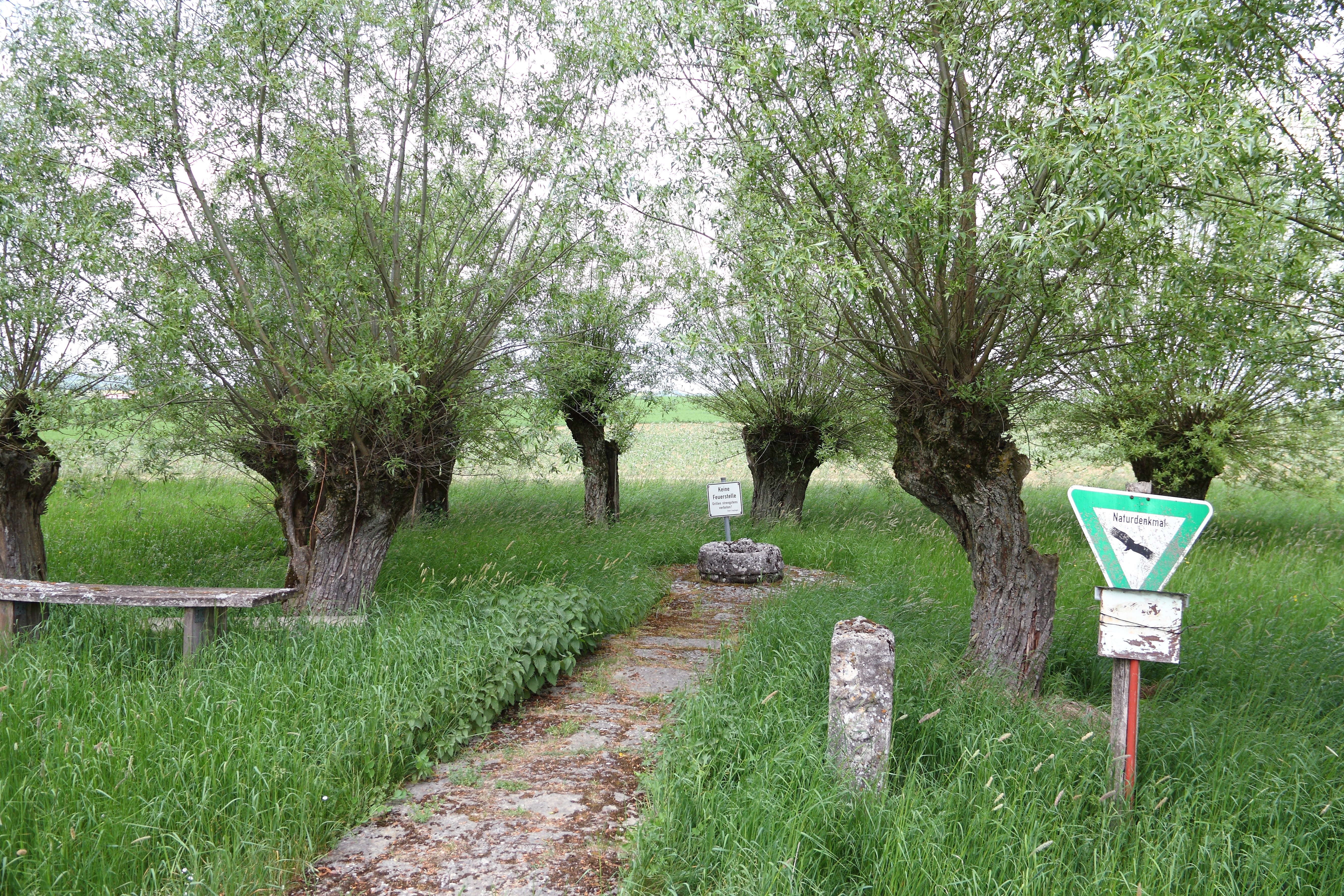
Kopfweidengruppe mit Taufstein aus dem 2.–3. Jh.

### Taufstein
Ein Taufstein bei einem Naturdenkmal auf der Gemarkung von Oberrimbach stammt aus dem 2. bis 3. Jahrhundert.

## Verkehr
Oberrimbach ist aus östlicher und westlicher Richtung jeweils über die L 1020 zu erreichen, die den Ort durchquert. Aus nordwestlicher Richtung ist der Ort über die K 2867 zu erreichen.